# Thân tộc

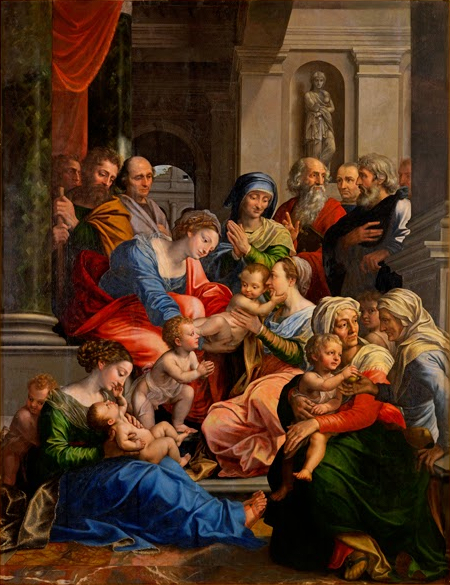
Họa phẩm về một thân tộc thần thánh

Thân tộc (Chữ Hán: 親族) hay quan hệ họ hàng (Chữ Nôm: 關係户行) trong nhân chủng học là mạng lưới các mối quan hệ xã hội tạo thành một phần quan trọng trong cuộc sống của tất cả con người trong tất cả các xã hội. Đây là là mạng lưới các mối quan hệ xã hội tạo thành một phần quan trọng trong cuộc sống của tất cả con người trong mọi xã hội, mặc dù ý nghĩa chính xác của nó ngay cả trong lĩnh vực này vẫn thường được tranh luận. Nhà nhân chủng học Robin Fox nói rằng nghiên cứu về mối quan hệ họ hàng là nghiên cứu những gì con người làm với những sự thật cơ bản này về cuộc sống, làm tình, mang thai, làm cha mẹ, xã hội hóa, tình anh chị em. Xã hội loài người là duy nhất, Robin Fox lập luận rằng chúng ta đang "làm việc với cùng một loại nguyên liệu thô tồn tại trong thế giới động vật, nhưng [chúng ta] có thể khái niệm hóa và phân loại nó để phục vụ các mục đích xã hội".
Mối quan hệ họ hàng thân tộc có thể đề cập đến cả các mô hình mối quan hệ xã hội hoặc nó có thể đề cập đến việc nghiên cứu các mô hình mối quan hệ xã hội trong một hoặc nhiều nền văn hóa của con người (tức là nghiên cứu về mối quan hệ họ hàng). Trong lịch sử hình thành và phát triển của mình, nhân chủng học đã phát triển một số khái niệm và thuật ngữ liên quan trong nghiên cứu về quan hệ họ hàng, chẳng hạn như hậu duệ, nhóm hậu duệ, dòng dõi, mối quan hệ, mối quan hệ huyết thống, máu mủ và mối quan hệ họ hàng. Nhìn rộng hơn, các mô hình quan hệ họ hàng có thể được coi là bao gồm những người có quan hệ họ hàng theo cả hai dòng dõi, tức là quan hệ xã hội trong quá trình phát triển từ hôn nhân. Mối quan hệ họ hàng của con người thông qua hôn nhân thường được gọi là "mối quan hệ" trái ngược với các mối quan hệ nảy sinh trong nhóm nguồn gốc của một người, có thể được gọi là nhóm gốc của một người. Trong một số nền văn hóa, mối quan hệ họ hàng có thể được coi là mở rộng đến những người mà một cá nhân có mối quan hệ kinh tế hoặc chính trị hoặc các hình thức kết nối xã hội khác.